# Muzeum Pokoju w Hiroszimie
Muzeum Pokoju w Hiroszimie (jap. 広島平和記念資料館, Hiroshima heiwa kinen shiryōkan) – muzeum historyczne w Hiroszimie w Japonii, poświęcone atakowi atomowemu na to miasto. 

## Opis i zbiory
Hiroszima była pierwszym miastem na świecie, które zniszczyła bomba atomowa Little Boy, wybuchając na wysokości ok. 600 m nad centrum miasta 6 sierpnia 1945. W maju 1949 postanowiono wybudować Muzeum Pokoju, a w sierpniu wybrano do realizacji projekt architekta Kenzō Tange. W lutym 1951 rozpoczęto budowę, a 24 sierpnia 1955 muzeum zostało otwarte. W 1975 i 1991 przeprowadzono gruntowny remont budynku. Gmach główny muzeum to budowla wzniesiona na kolumnach, co pozwala na swobodne przemieszczanie się pod nim na terenie Parku Pokoju. W budynku wschodnim znajdują się 3 ekspozycje: „Wystawa wprowadzająca”, „Niebezpieczeństwa związane z bronią jądrową” i „Historia Hiroszimy”. W gmachu głównym wystawa „Realia bombardowania atomowego” składa się z dwóch działów: „Zniszczenia 6 sierpnia” oraz „Ofiary i ocaleni”.
Wystawy są rozmieszczone chronologicznie: początek to historia miasta i jego militaryzacja podczas ostatniej wojny. Następnie przedstawiony jest rozwój broni jądrowej w USA. Potem następuje prezentacja wybuchu atomowego i jego skutków bezpośrednich oraz długotrwałych. Ekspozycja obejmuje m.in. zdjęcia urazów ofiar wybuchu, ruin zniszczonego miasta, przedmioty stopione wysoką temperaturą, spalone ubrania itp. Prezentowany jest też współczesny stan zbrojeń atomowych i związane z tym zagrożenia.

## Galeria

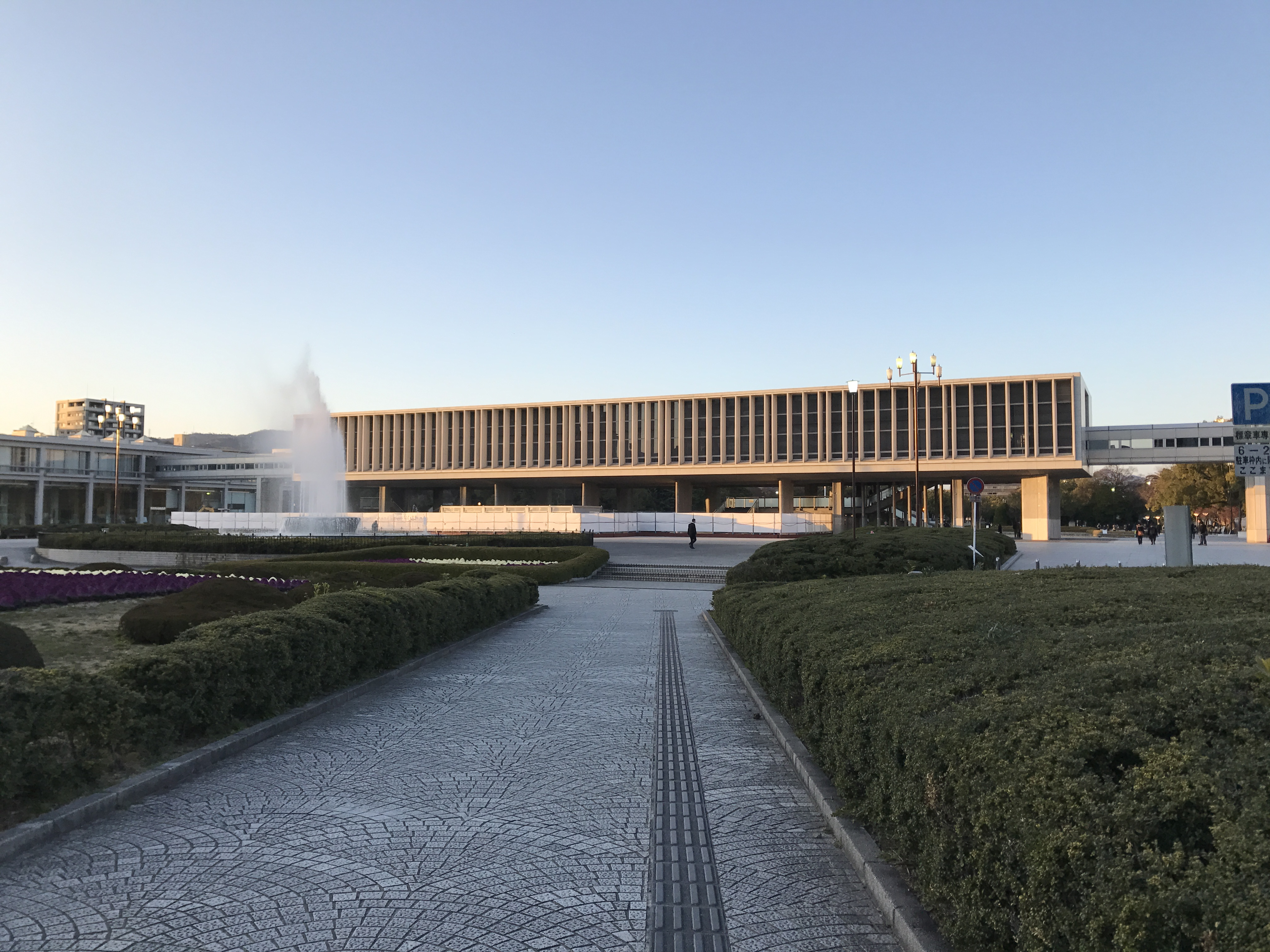
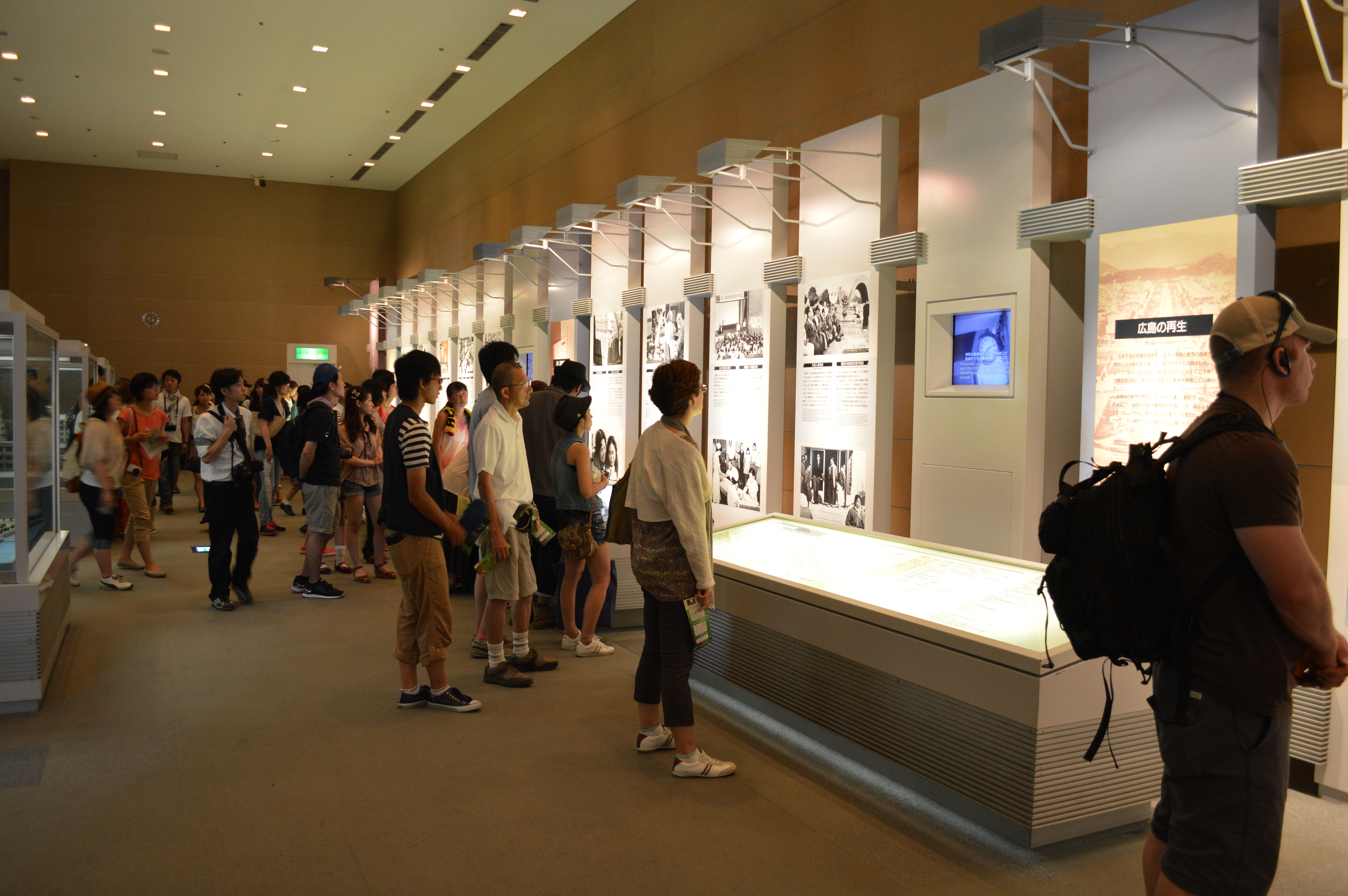
sala wystawowa
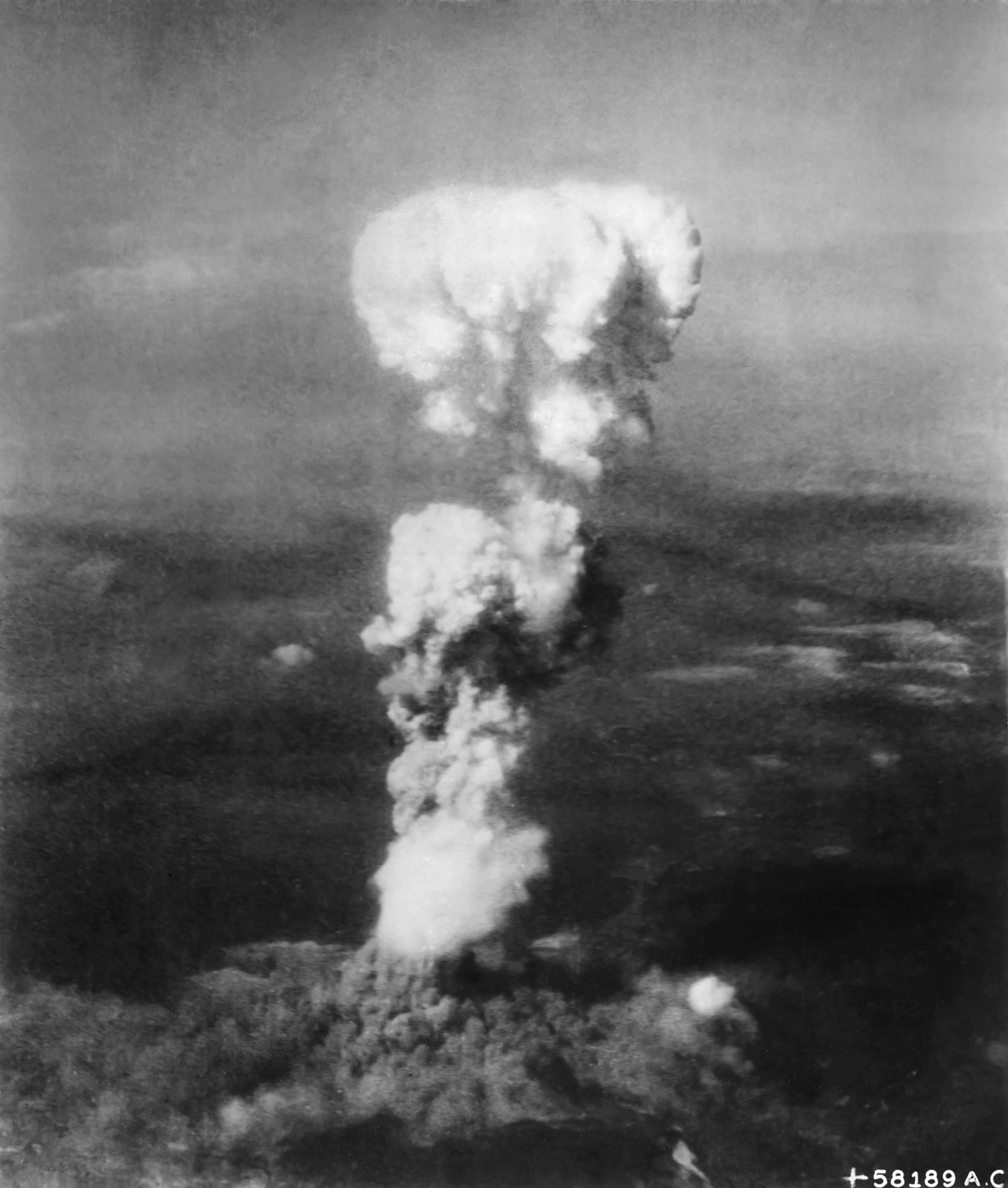
Grzyb dymu po wybuchu
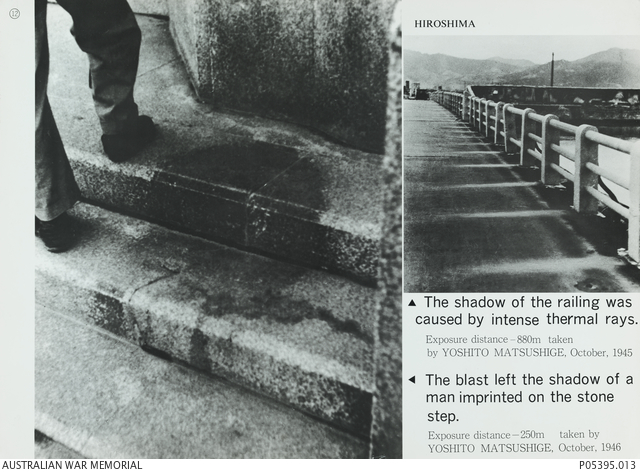
zdjęcia cieni ludzi, którzy spłonęli podczas wybuchu
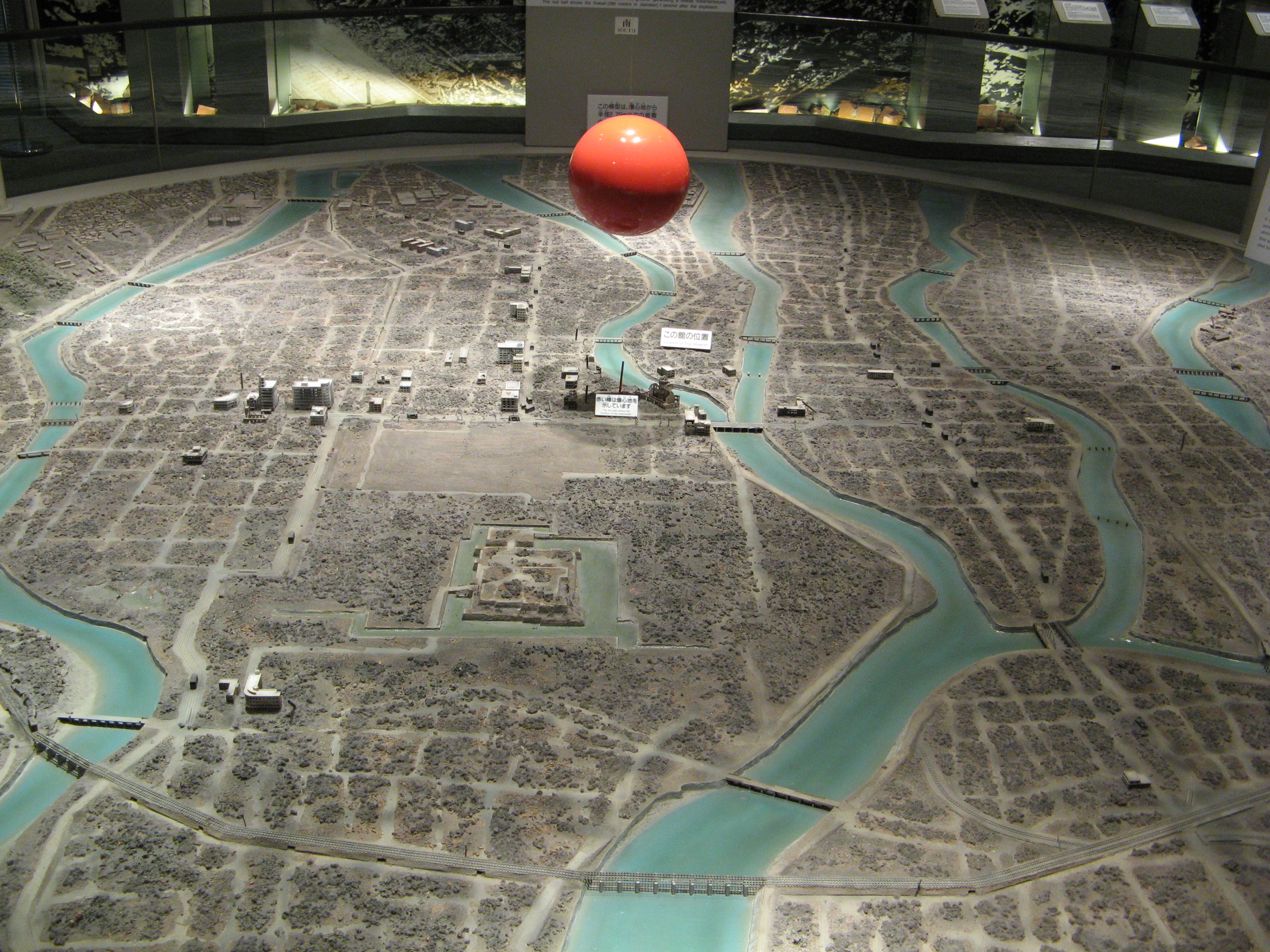
makieta zniszczonego miasta
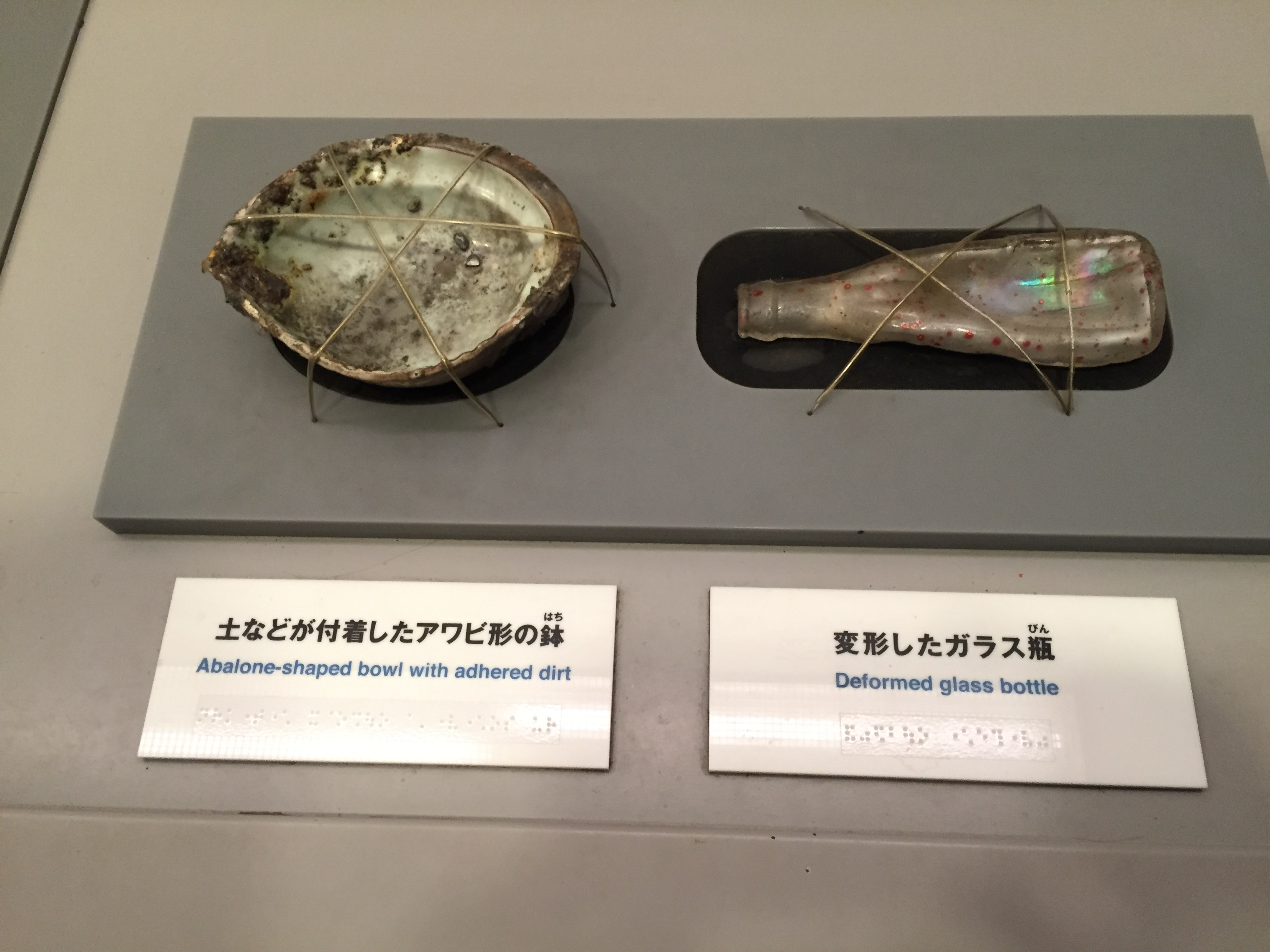
przedmioty stopione podczas wybuchu
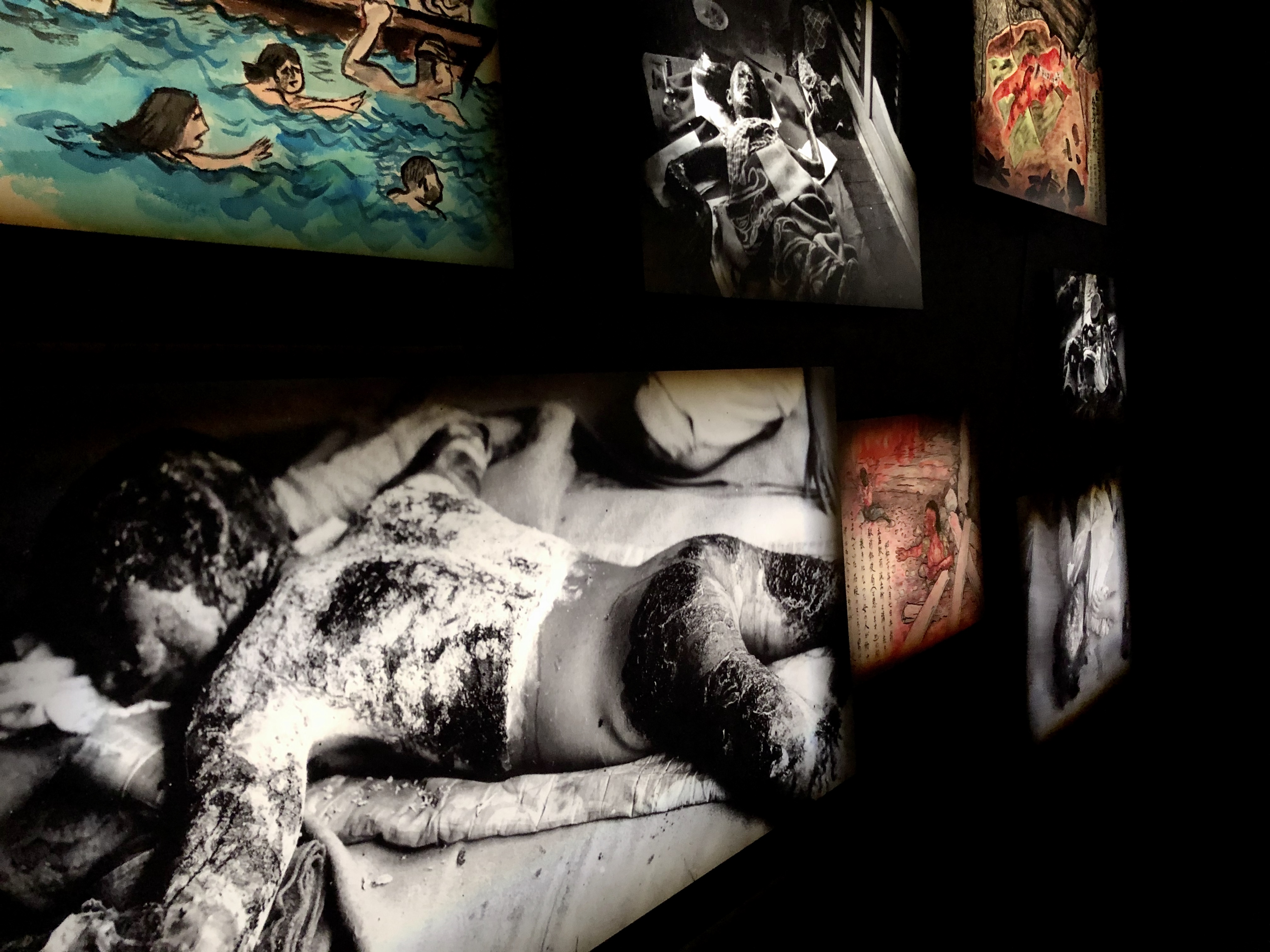
zdjęcia ofiar
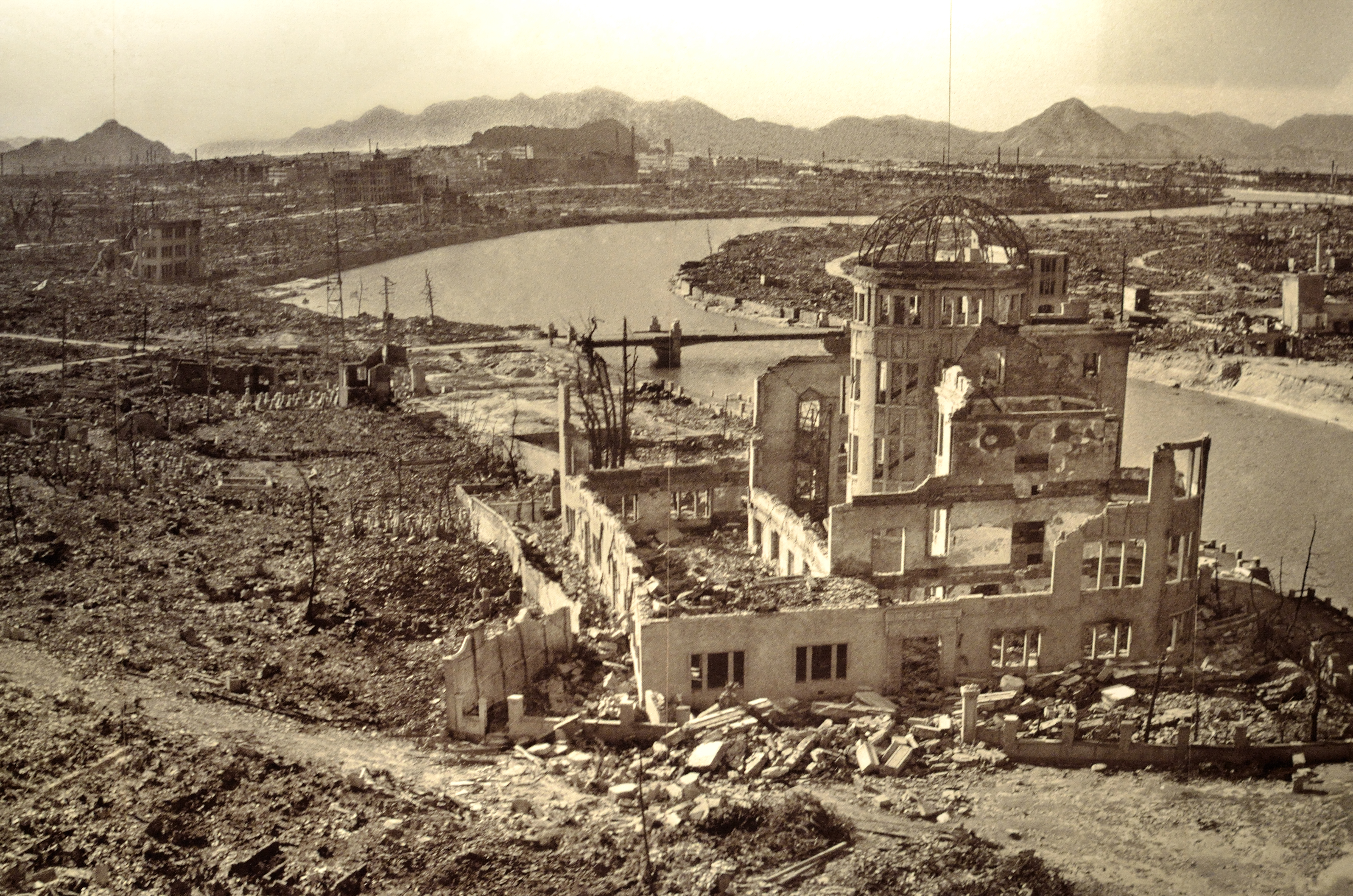
ruiny miasta